# 宮本茂
宮本 茂（みやもと しげる、1952年〈昭和27年〉11月16日 - ）は、日本のゲームプロデューサー。任天堂株式会社の代表取締役フェロー。同社の情報開発本部本部長、専務、クリエイティブフェローなどを歴任。
『マリオシリーズ』、『ドンキーコングシリーズ』、『ゼルダの伝説シリーズ』などの生みの親として知られる。2019年にゲーム関係者としては史上初となる文化功労者に選定された。

## 来歴

### 生い立ち
京都府船井郡園部町（現：南丹市）に生まれる。中学時代はバスケットボール部に所属していたが、そこに籍を置いたまま漫画クラブを立ち上げようとしたことから上級生とトラブルを起こしてしまった。その後、レギュラーメンバーであったバスケットボール部を辞め、漫画クラブの部員として活動した。赤塚不二夫、手塚治虫、白土三平などの漫画に影響を受け、漫画家を目指したこともあったが、周囲との実力の差を感じ、その夢を断念する。
高校時代は軽音楽クラブに出入りしギターを教わっていたが、あまり上達せず中途半端で止めてしまう。
京都府立園部高等学校卒業後は金沢美術工芸大学に入学し工業デザインを専攻。講義に取り組む宮本の姿勢は独特だったらしく、担当教授からは、卒業後に普通に就職せずにアクセサリーデザイナーになるよう勧められたという。

### 任天堂入社

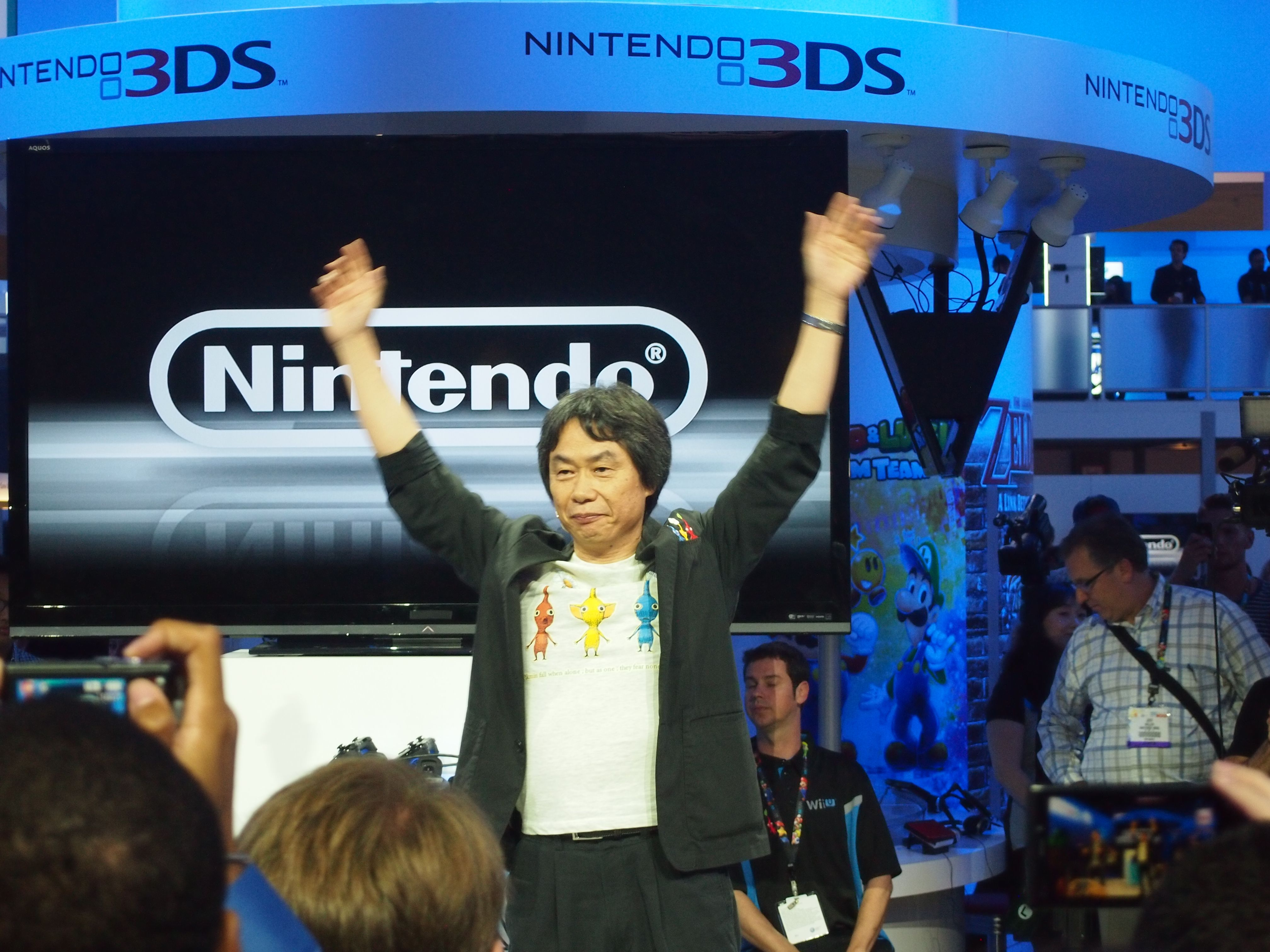
宮本茂、E3 2013

1977年に金沢美術工芸大学を卒業後、任天堂に入社。マスプロ製品をデザインする仕事に就きたいという考えに加え、ユニークな商品を数多く発売している社風に興味を抱いたことが志望動機であった。当時の任天堂はデザイナーの募集を行っていなかったが、宮本の父が任天堂社長・山内溥と友人だったこともあり、特例で面接の機会を得ることが出来た。当初、山内は乗り気ではなかったものの、宮本は自作のハンガーなどを持ち込んで積極的なプレゼンを行ったことで山内の「ものづくりができる社員が欲しい」という眼鏡に適い、人事との調整後に入社が決まった。なお、宮本は、ユニークな商品が事業的に失敗していることを入社後に知り、唖然としたという。
入社直後は企画部に配属されかるたの版下のデザインや麻雀のラベル作成など小さな仕事をこなしていたが、1979年からアーケードゲーム『シェリフ』『スペースファイアバード』などの筐体デザインや家庭用ゲーム機『ブロック崩し』などの本体デザインを手掛けるようになる。1979年に稼動を開始したアーケードゲーム『スペースフィーバー』では筐体デザインだけでなくキャラクターデザインも担当した。
入社3年目の1980年に、Nintendo of America（任天堂のアメリカ現地法人）でアーケードゲーム基板の在庫を大量に抱える問題が発生したことを受け、同基板を活用して新しいゲームを作るための会議が任天堂本社で行われた。この中で、開発部門の部長を務める横井軍平が、それまでソフトウェア開発に携わっていなかった宮本を抜擢し、宮本を中心としたゲーム制作が行われることになった。開発当初はアメリカン・コミックの『ポパイ』を題材とする予定だったが、版権問題により頓挫。その後、宮本はキャラクターを描き直した上でプログラミング以外の作業をほぼ1人で担当、1981年に『ドンキーコング』を完成させ、これが世界的なヒットを記録した。また、この作品は後に任天堂の看板キャラクターとなる「マリオ」のデビュー作になった。
これ以降、宮本はしばしば横井と共にゲーム開発を行うことになる。横井からさまざまな考え方や作り方を学んでおり、宮本自身も「横井は自分の師匠だと思っている」と語っている。横井の開発理念は、その後の宮本にも受け継がれている。
その後、山内の「100人の凡才より1人の天才」という考えから、任天堂ゲームの中心的開発者となり、1983年に新設された情報開発部の開発課長に就任。部門の実務リーダーになった。
1996年、情報開発部は情報開発本部に格上げされ、宮本は情報開発本部情報開発部長に就任。1998年、情報開発本部長に就任。2000年6月、取締役に就任。岩田聡新社長の体制発足と同時に、2002年5月31日、代表取締役専務に就任。その後、2015年9月16日付で、権限委譲などによる後継者育成のため、君島達己新社長就任などの人事に合わせ、情報開発本部長を退任してクリエイティブフェローに就任。後任のソフトウェア開発部門トップは、高橋伸也取締役企画制作本部長。
役員は経営業務が優先されるため、開発業務は長年連れ添ってきた部下に任せ、開発現場からある程度離れた立場に退く形になった。代表取締役専務に昇格してからは、それが更に顕著となり、日本国内外の支社や取引会社を何度も往復したり、2週間に一度の取締役会の仕事に拘束されることとなる。しかし、代表取締役社長（当時）の岩田聡による「宮本さんは、可能な限り開発の現場にいるべきだ」との方針により、2006年発売の『ゼルダの伝説 トワイライトプリンセス』の開発以降、情報開発本部長としてできるだけ開発業務に携われるよう体制が改められた。なお、宮本自身は、取締役の活動も「全体を捉えて単純化したものの見方ができるようになった」として、開発者視点において無駄とはなっていないと語っている。
2019年には文化功労者に選定された。宮本はこの受賞に対して「ゲームというジャンルに光を当ててもらえるのは光栄なことです」と述べたほか、「ゲームは大勢で作り、いろんなチームとも仕事をするので、個人で頂くというのがとてもてれ臭いです」と語っている。

## 人物・制作姿勢
1986年発売の『ゼルダの伝説』など初期のゲーム内では、姓の「本」の字を読み替えた「MIYAHON」と表記されており、ゲーム専門誌『ファミリーコンピュータMagazine』（徳間書店インターメディア）で担当していた読者コーナー「ゼルダの伝説Q&A」でも「MIYAHON」と名乗っていた。この「ミヤホン」という名前は後に愛称として用いられるようになり、稀に本人が使用することもある。
スーパーファミコンにおける「LRボタン」や、NINTENDO 64における「アナログスティック」のアイデアは宮本が提案したもので、現在では他社ハードのコントローラにも同様のものが搭載されている。
ゲーム内のムービー（演出による非プレイ時間）はあまり重視していない。元任天堂社長の岩田聡はこの理由を「ムービーを作っちゃったら『もう直せません』というのが、一番許せないようだ」と語っている。他社ハードでプリレンダリングムービーが注目されていた時期に開発が進められた1996年発売の『スーパーマリオ64』当時でも、周囲のスタッフがそれを感じ取り、リアルタイムデモの仕組みを作り上げていった。後に、メディアからのインタビューで「現在の若者を中心としたユーザーに、映画的ゲームの物語で思想的メッセージを送るというスタンスは取らないのか」と質問された際は、「自分のような、ゲームを作り続けている人間（=クリエイターという職業）がいるという姿勢だけが伝わって、そこから何かを感じ取ってくれるユーザーがいれば、という信念で作っている」と答えている。

多人数同時プレイ（マルチプレイ）の要素を組み込んだゲームの制作に力を入れている。宮本の代表作であるアクションゲームの『マリオ』シリーズでは、1983年に制作された『マリオブラザーズ』以降マルチプレイは実装されていなかったが（『スーパーマリオブラザーズ』のように交互プレイのものはある）、長年の試行錯誤の末、『マリオブラザーズ』から約26年後の2009年に発売された『New スーパーマリオブラザーズ Wii』でようやくマルチプレイを実現した。また、レースゲームに関して「いつか順位のないものをつくりたい」という考えを持っており、自身が手掛ける『マリオカート』シリーズについては「レースゲームの顔をしたコミュニケーションゲーム」だとしている。
宮本が制作するゲームでは主人公が喋らないことが多い。ただ、『スターフォックス64』などのように、会話をする（ボイス演技がある）ことがゲーム性に関わる場合は言葉を発する。スターフォックスであれば、説明書を読まずテキスト表示せずとも会話により「世界観」「人間関係」「操作方法」をプレイ中インタラクティブに理解出来る仕様になる。また、全体的な物語を作ることよりも主人公の周りに登場する人々の関係や存在感を描くことに興味があると語っている。
1999年頃、ゲーム業界への参入を目指すマイクロソフトが任天堂を250億ドルで買収する計画があったが、任天堂は難色を示し断っている。一方、マイクロソフトは個別に社員のヘッドハンティングを行ったが、任天堂のゲームソフト開発の中心人物である宮本茂を「現在の給料の10倍」で引き抜こうとしたものの、宮本は「（任天堂には）仲間がいるから」と言って断ったとされている。
2000年代の宮本制作のゲームには、日常生活から着想を得ているものがある。2001年発売の『ピクミン』は自宅での庭いじりが、2005年発売の『nintendogs』は犬を飼い始めたことが、2007年発売の『Wii Fit』は体重測定を趣味にしていたことが制作のきっかけとなった。1989年発売の『MOTHER』を共同開発して以来親交がある糸井重里はそうした姿勢について、町内会やPTAにまめに参加するなど普通の生活者としての完成度が高いために日常生活から面白さを発見するのがうまいのではないかと語り、宮本のことを「生活力の人」と評している。
宮本には「アイデアとは複数の問題を一気に解決するもの」という持論がある。この言葉は元々宮本自身が明確に口にしたものではなかったが、宮本の仕事ぶりを近くで見ていた岩田聡がそうした姿勢を感じ取り、言語化して事あるごとに紹介したため世間に広まることになった。また岩田は、宮本が標準的な消費者の感覚を持っているという点を指して「行動経済学を天然で使いこなしている」と評している。
2020年のインタビューでは、宮本自身ゲームクリエイターと呼称される立場ではあるが、糸井が話していた「『クリエイターとかクリエイションというのはおこがましい』と。そう呼べるのは神様だけ。誰もクリエイションなんてしていない。みんなエディットをしてるんだと。」という言葉を気に入り、自身もエディターであるとしている。つまり、「0から1をクリエイト（創造）する」のではなく、「過去に吸収したものを自分でエディット（編集）して出す」という認識であると説明しており、これは、元上司の横井軍平の哲学である「枯れた技術の水平思考」（横井軍平#枯れた技術の水平思考を参照）にも通じる考え方である。
フェローとなった近年も、『ゼルダの伝説 ブレス オブ ザ ワイルド』などのタイトルではコンセプトと操作性・操作感の部分では現場に入って作り込んでおり、それ以降の部分を後進に任せているとのこと。ただしマリオに関しては、「『マリオにこういうことをさせてもいい』という基準を誰かが決めないと話が進まないので、マリオが関係するゲームを作るときは必ずどこかのタイミングで見ています。」と原作者として全て監修を行っている事を明かしている。こうした姿勢は、テーマパークのスーパー・ニンテンドー・ワールド、映画『ザ・スーパーマリオブラザーズ・ムービー』、モバイルゲーム『Super Mario Run』も同様である。

### 映画・映像制作について
2010年代以降は、ゲーム以外の映像作品として、『ピクミンシリーズ』の短編映画『ピクミン ショートムービー』や『スターフォックス ゼロ』の短編アニメ作品『スターフォックス ゼロ ザ・バトル・ビギンズ』を宮本が主導して制作、『ピクミン』に関しては、2014年開催の第27回東京国際映画祭で特別上映された。一方で、大規模な映像制作に対しては「自分には向いていない」「映画とゲーム制作は別物である」いう意識があったため、自身は映像制作からは長年距離を置いていた。
後に、2023年公開の映画『ザ・スーパーマリオブラザーズ・ムービー』では原作者として、イルミネーション・エンターテインメントのクリス・メレダンドリと共にプロデューサーを務める事になる。これは、過去のゲームをバーチャルコンソールなどで配信する場合には都度ハードウェアに合わせた移植作業が必要だが、映画であればそれが必要なく、またゲームを遊ばない多くの人の目に触れる機会が増えるため、「マリオにとっては映画があったほうがいい時代がきたな」と考えたためで、併せて「長年愛されてきたソフトと映像資産を組み合わせ、それらを長期的に活用することができれば、コンテンツビジネスはさらに発展する」と認識した事に依る。ただし、映画の制作行程はゲームとは違いが大きい事から、『ザ・スーパーマリオブラザーズ・ムービー』では制作を本職の映画制作者に委ね、素人の自身はあくまでゲームをよく知っている観客としてアイデアを提案し、ゲームを作っている側で知っている情報をできるだけ伝えて監修する役割に徹したと宮本は話している。

### ちゃぶ台返し

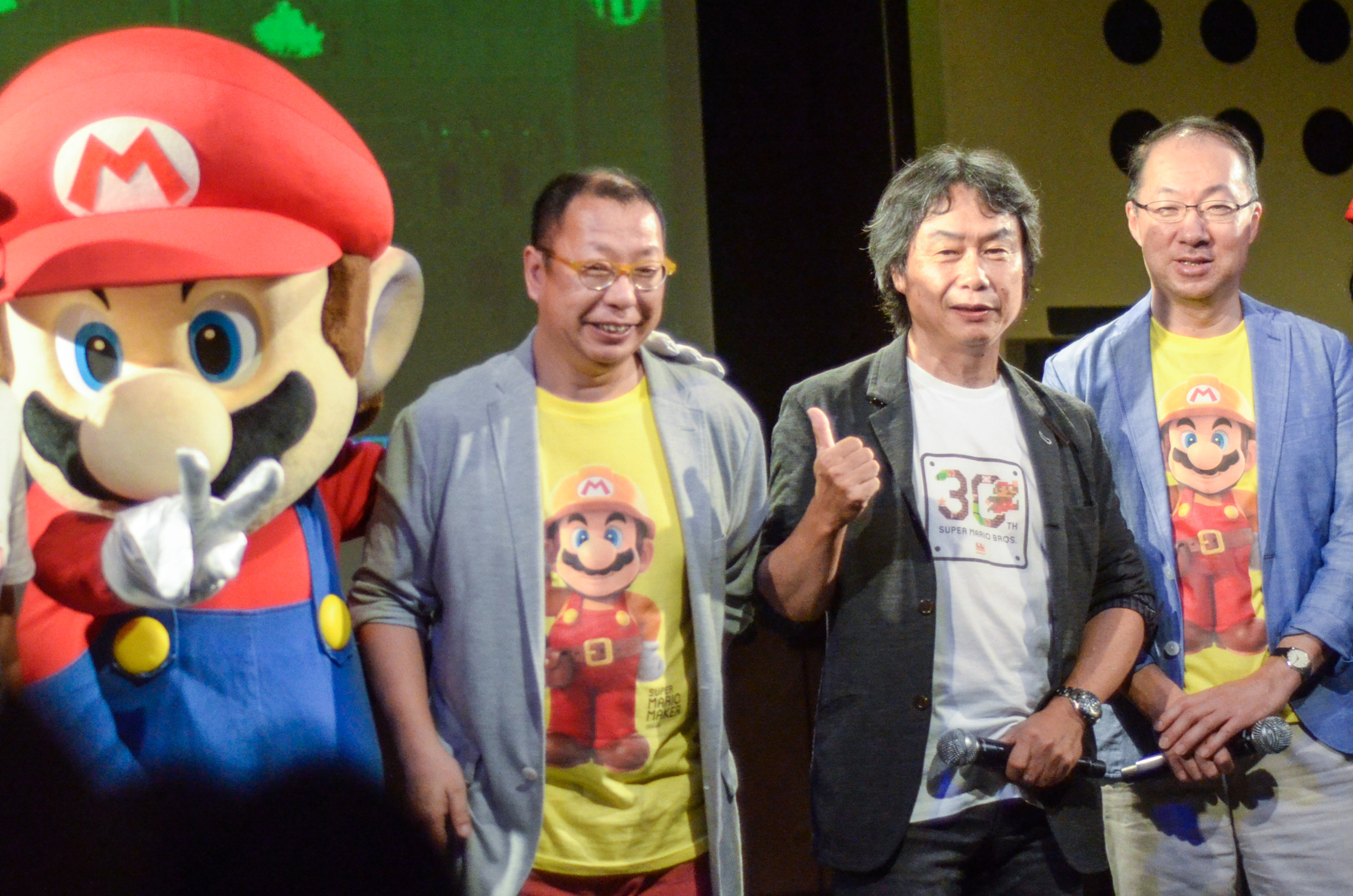
手塚卓志、宮本茂、近藤浩治, 2015年

1本のゲームソフト開発に注力する立場から任天堂関連ソフトを全体的に監修する立場となった2000年頃、駄目出しの結果「面白くない」と強権を発動してほぼ白紙に戻す「ちゃぶ台返し」（本人命名、英：Upending the Tea Table）を行っていた事があった。これについて開発現場からは「宮本チェック（ミヤホンチェック）」として大いに恐れられていたという。
駄目出しをする行動自体は宮本自身が以前にも語っており、宮本の「作品を面白くしようとする制作姿勢」は広く知られていたものの、実際どれがどのように変わったかという個別の案件は知られていなかった。しかし、2004年3月24日にアメリカで開催されたゲームクリエイターのための会議「Game Developers Conference 2004」において講演した任天堂の青沼英二が宮本茂の「ちゃぶ台返し」について面白おかしく語ったことがきっかけで、世界的に知られるようになった。
ちなみに、宮本が手掛けた『Wii Sports Resort』や『パイロットウイングス リゾート』の舞台となる「ウーフーアイランド」には、ちゃぶ台がひっくり返った形とされる「ダイチャブ岩」が3か所ある。
2000年代後半は役職が上がりプロデューサーや監修するため現場開発から一歩引いた立場で見守る事になったため、ちゃぶ台返しは行ってない。宮本は「ちゃぶ台って、趣味でいつでも返せるわけじゃなく、自分で全体が見えていないと返せないものなんですよ」「『これじゃダメ』というときに、構成などを変えることで、何か見えかたが変わったり、価値が変わったりすることが自分で見えているときに返すのがちゃぶ台です。自分で見えてないときは『ダメ』と言うだけで、その場合は何かを変更するわけじゃない。それはやっぱりすべての要素というのは、ディレクターをやっている人じゃないと見えないものなのでね。」と、ちゃぶ台返しは制作に深く関わっている現場監督たるディレクターだからこそ行えると説明している。
以下、ちゃぶ台返しが行われたと判明しているゲームを記述する。
『星のカービィ』
当初は『ティンクル・ポポ』というタイトルで株式会社ハル研究所から1992年1月下旬に発売が予定され、既に2万6000本も受注していたが、宮本の「ちょっといじるだけで物凄く面白くなる」という発言を受けて急遽発売を中止する。そこから再調整が行われ、約3ヵ月後の4月27日に『星のカービィ』のタイトルで任天堂より発売。結果的に日本国内で約172万本、世界累計500万本以上を売り上げ、「カービィ」という新たなキャラクターが生まれることにもなった。
『カービィボウル』
ビリヤードとゴルフを掛け合わせたようなボールアクションゲーム。立体空間のステージの中、ボールになったカービィをビリヤードのように転がす、またはゴルフのように打つことによって、決められた穴にカップインさせることでステージクリアとなる内容であるが、開発当初の仕様では打つ方向と角度を自由自在に選択できたため、マーカーが表示される軌道の通りに正確に打つことができれば容易にカップインできてしまい、単調なゲームとなっていた。そこで宮本は、打ち上げる角度を固定化することを提案。開発現場は当初難色を示したが、カービィの動きに制限をかけることで、プレイヤーに打つ力加減を考えさせ、ゲームに幅を持たせることに成功した。
『ゼルダの伝説 時のオカリナ』
当初は家庭用ゲーム機「NINTENDO 64」が発売された1996年内に発売する予定だったが、より高い品質を目指すため年単位で延期を繰り返し、結局発売は1998年11月21日まで伸びた。現場では青沼英二や小泉歓晃等のディレクターたちがゲームの開発を行い、宮本は一歩引いた立場で監修していたが、宮本が現場に入らないと終わりが見えないということで、最終的に直接指揮をとって完成させることになった。このことについて宮本は後に「自分のわがままで作業が遅れたので、途中から仕様書を1/4くらい書く羽目になった」と語っている。
『メトロイドプライム』
アメリカの開発会社「レトロスタジオ」では、任天堂の元で4つのプロジェクトが同時進行していたが、宮本らが来訪した際の企画会議で再検討が行われた結果それらのプロジェクトは全て中止となる。そこで1994年発売の『スーパーメトロイド』以来中断していた『メトロイド』シリーズの開発を宮本が打診し『メトロイドプライム』の開発が行われることになった。開発初期の試作品はTPS（三人称視点）スタイルの探索ゲームだったが、その出来が良くなかったため、宮本のちゃぶ台返しによってFPS（一人称視点）スタイルに変更、結果、ほぼ一からの作り直しを余儀なくされたものの、2003年（アメリカでは2002年）に発売され、特に海外でヒットを記録し、数々の賞を獲得するなど高い評価を得た。なお、ちゃぶ台返し前のTPS要素は主人公のサムス・アランが丸まる「モーフボールモード」切り替え時にのみ活かされることになった。当時のレトロスタジオの社員は、「宮本茂氏の来訪は、（『スター・ウォーズ』に例えると）銀河皇帝のデス・スター訪問並みの恐怖」と語っている。
『ゼルダの伝説 4つの剣+』
このゲームには、ナビゲーターの声を頼りにフィールドの中を駆け回って指示通りに「海賊のメダル」を集める『ナビトラッカーズ』というゲームモードがある。当初はスタンプを集めるという内容だったが、開発の最終盤に、宮本の「そこを変えると、ゲームのイメージがガラッと変わるから」との進言で、それまでのスタンプから、世界観に適した「海賊のメダル」を集めるという内容への全面的な変更が決まった。これが2004年1月初旬のことで、本作の発売日は2004年3月18日であった。発売までの約2か月の間にシナリオ、セリフ、ナビゲーターの音声録音、ゲームデザイン、グラフィックス、演出などが作り直されることになった。
『ゼルダの伝説 トワイライトプリンセス』
当初は2005年末に発売を予定していたものの、従来シリーズよりも開発規模が拡大したことなどにより発売時期を間近に控えても完成に至らず、2006年末まで延期されることになった。宮本は開発中盤から現場に深く関わるようになったが、宮本が「おもしろいけどぜんぜんダメ」「気が遠くなる」と感じる出来具合だった。仕事の煩雑さが開発の遅れにつながっていると感じた宮本は、やるべき仕事内容を整理して個々の開発スタッフに伝え、スタッフたちがそれに応える形で開発が進み完成へと向かった。
なお、今作での「ちゃぶ台返し」はこれまでのように一度に全てを白紙に戻すものとは違っていたようで、宮本は「茶碗を並べ替えただけ」、スタッフは「茶碗をひとつひとつひっくり返していく」と表現している。

## エピソード

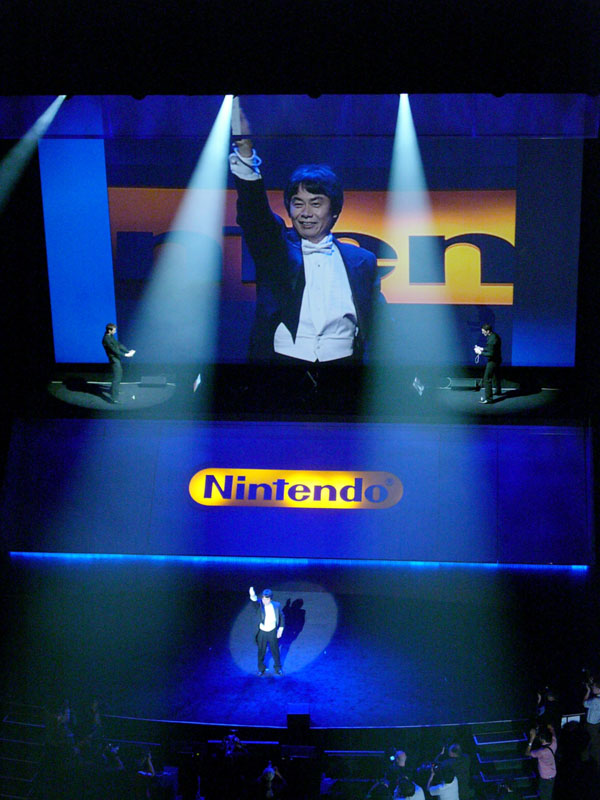
宮本茂とWiiリモコン、E3 2006

- 左利きだから才能があると言われたこともある[45]。
- 好きな漫画家に石ノ森章太郎を挙げており、石ノ森が『ゼルダの伝説』の漫画化を引き受けた際は「興奮した」と語っている[46]。
- ゲームボーイ用ソフト『ポケットモンスター 赤』『ポケットモンスター ピカチュウ』に登場するライバル名の候補の1つに「シゲル」がある（『緑』『青』では主人公名候補）。これは、プロデューサーを務めた宮本の名前に由来しており、シリーズ制作第一人者の田尻智の名前に由来する「サトシ」と対を成す存在となる。アニメ版でも同様。
- 2006年5月10日から5月12日にかけて開催されたゲーム見本市「E3 2006」では、家庭用ゲーム機「Wii」のソフト『Wii Sports』に収録されているゲームの1つ「テニス」で映画監督のスティーヴン・スピルバーグと対決した。この出来事をきっかけとして、スピルバーグは後の2008年に発売されたゲームソフト『Boom Blox（英語版）』（発売元：エレクトロニック・アーツ）において自身初のゲーム監修を行った[47]。
- 2007年開催のゲーム開発者向けイベント「Game Developers Conference 2007」にて上映された、イギリスのテレビ番組「Mega64」撮影によるムービーに宮本茂本人が登場した。ムービーの内容は、マリオとルイージに扮した人が街中を疾走し、通行人にちょっかいをかけるが、突如現れた宮本茂に睨まれ決まりが悪そうに退散、宮本の後ろに居たリンクも驚いて引き帰すと言うものであった[48]。
- アメリカのゲーム誌『EDGE』2008年12月号の表紙では、Wiiリモコンとヌンチャクを両手に持って腕を交差させ、タレントDAIGOの決めポーズ「うぃっしゅ」のようなポーズをとる姿が載っている。
- 2009年に開催された「E3 2009」の質疑応答の中で、「最も影響を受けたゲームは何か」という質問に、ウィル・ライトの『シムシティ』だと答えている[49]。
- 2015年4月25日に「ニコニコ超会議2015」内で開催されたイベント「スーパーマリオ30周年SPステージ ゲームセンターCX in ニコニコ超会議2015」にゲスト出演し、テレビ番組『ゲームセンターCX』の有野課長（有野晋哉）がWii U用ソフト『スーパーマリオメーカー』で作成したコースを宮本がプレイした[50]。
- 2016年12月7日に放送されたアメリカのトーク番組『ザ・トゥナイト・ショー・スターリング・ジミー・ファロン』に、米国任天堂のレジナルド・フィサメィ社長とともにゲスト出演し、この中で、ヒップホップバンド「ザ・ルーツ」による『スーパーマリオブラザーズ』の地上BGMの演奏にギターで参加した[51]。
- 2021年4月8日に日本にて初放送されたアメリカのテレビドラマ『ゾーイの超イケてるプレイリスト』第3話のセリフに「ミスター・ニンテンドーのシゲル・ミヤモト」が登場した[52]。

## 影響を与えた人物
ヒット作の量産により、宮本茂の名前は世界的に広く知られるようになる。
1990年にポール・マッカートニーが来日した際には、ポールの息子が宮本の名前を知っていたことから、コンサートはもちろんのこと個人的な食事にも招待され、宮本はサインを贈っている。宮本自身もザ・ビートルズのファンであり、特に『アビィ・ロード』が好きで、ポールが訪れた時には興奮したという。また、マイケル・ジャクソンも宮本のゲームのファンだったとされる。このほか『TIME』1996年5月号では、宮本のことを「ゲーム界のスピルバーグ」と評している。
『メタルギア』シリーズなどで知られるゲームクリエイターの小島秀夫は、自身の制作スタイルとは異なるものの、宮本を「師匠」として尊敬している旨の発言を度々行っている。
2009年6月にイギリスで開かれた「Develop Conference」の中で「ゲーム開発者にとっての開発業界のヒーロー」（game developers' game development hero）の投票が行われた際には、世界中のクリエイターが投じた9000票の内、宮本が約3分の1もの票数を獲得している。
ディズニー・インタラクティブ・スタジオの代表者であるグラハム・ホッパー（Graham Hopper）は、宮本を「ビデオゲーム産業において世界規模で何度も成功した一握りの人間であり、さらにそれが長期間に渡っている人物。おそらく彼と同じレベルで肩を並べられるクリエイターは存在していない」（訳文）とまで評価している。
アニメ監督の細田守は宮本の出身大学である金沢美術工芸大学の後輩にあたり、宮本に敬意を示している。
歌手・俳優の星野源は、横井軍平のファンであると同時に、前述した宮本の「アイデア」論が自身の楽曲制作を始めとした創作活動に強い影響を与えていることを明かした。
漫画家の松本光司は自身の作風には種々のゲームの影響を受けている中で『時のオカリナ』を具体例に挙げ、代表作『彼岸島』の主人公、宮本明の名前は宮本から引用していることを明かしている。

## 作品

### コンピュータゲーム
- ドンキーコングシリーズ
- マリオシリーズ
- ゼルダの伝説シリーズ
- スターフォックスシリーズ
- ヨッシーシリーズ
- ピクミンシリーズ

### 映像作品
- ピクミン ショートムービー（2014年）エグゼクティブ・プロデューサー
- スターフォックス ゼロ ザ・バトル・ビギンズ（2016年、WIT STUDIO、Production I.G、任天堂）エグゼクティブプロデューサー
- ザ・スーパーマリオブラザーズ・ムービー（2023年、イルミネーション、任天堂）プロデューサー（クリス・メレダンドリと共同

### 作品リスト
| タイトル                                                | 発売年         | 機種                                    | 役職                                                             | 備考                                                                              | 出典          |
| ------------------------------------------------------- | -------------- | --------------------------------------- | ---------------------------------------------------------------- | --------------------------------------------------------------------------------- | ------------- |
| レーシング112                                           | 1978年         | 家庭用ゲーム機                          | 本体デザイン                                                     |                                                                                   | [ 64 ]        |
| ブロック崩し                                            | 1979年         | 家庭用ゲーム機                          | 本体デザイン                                                     |                                                                                   |               |
| シェリフ                                                | 1979年         | アーケードゲーム                        | キャラクターデザイン                                             |                                                                                   |               |
| スペースフィーバー                                      | 1979年         | アーケードゲーム                        | キャラクターデザイン、筐体デザイン                               |                                                                                   |               |
| スペースファイアバード                                  | 1980年         | アーケードゲーム                        | キャラクターデザイン、筐体デザイン                               |                                                                                   |               |
| スカイスキッパー                                        | 1981年         | アーケードゲーム                        | キャラクターデザイン                                             |                                                                                   | [ 65 ]        |
| レーダースコープ                                        | 1981年         | アーケードゲーム                        | キャラクターデザイン                                             |                                                                                   |               |
| ドンキーコング                                          | 1981年         | アーケードゲーム                        | ディレクター、キャラクターデザイン、ゲームデザイン、筐体デザイン |                                                                                   |               |
| ポパイ                                                  | 1982年         | アーケードゲーム                        | デザイナー                                                       |                                                                                   |               |
| ドンキーコングJR.                                       | 1982年         | アーケードゲーム                        | ディレクター、キャラクターデザイン、ゲームデザイン、筐体デザイン |                                                                                   |               |
| マリオブラザーズ                                        | 1983年         | アーケードゲーム                        | ディレクター、デザイナー                                         |                                                                                   |               |
| パンチアウト!!                                          | 1983年         | アーケードゲーム                        | キャラクターデザイン原案、グラフィックデザイン                   |                                                                                   |               |
| ベースボール                                            | 1983年12月7日  | ファミリーコンピュータ                  | ゲームデザイン                                                   |                                                                                   | [ 66 ]        |
| テニス                                                  | 1984年1月14日  | ファミリーコンピュータ                  | ゲームデザイン                                                   |                                                                                   | [ 67 ]        |
| ワイルドガンマン                                        | 1984年2月18日  | ファミリーコンピュータ                  | ディレクター、キャラクターデザイン                               |                                                                                   | [ 68 ]        |
| ゴルフ                                                  | 1984年5月1日   | ファミリーコンピュータ                  | ゲームデザイン                                                   |                                                                                   | [ 69 ]        |
| デビルワールド                                          | 1984年10月5日  | ファミリーコンピュータ                  | ディレクター                                                     |                                                                                   |               |
| エキサイトバイク                                        | 1984年11月30日 | ファミリーコンピュータ                  | ディレクター                                                     |                                                                                   |               |
| スーパーパンチアウト!!                                  | 1985年         | アーケードゲーム                        | デザイナー                                                       |                                                                                   |               |
| スパルタンX                                             | 1985年6月21日  | ファミリーコンピュータ                  | ディレクター                                                     |                                                                                   |               |
| スーパーマリオブラザーズ                                | 1985年9月13日  | ファミリーコンピュータ                  | プロデューサー、ディレクター                                     |                                                                                   |               |
| ゼルダの伝説                                            | 1986年2月21日  | ファミリーコンピュータ ディスクシステム | プロデューサー、ディレクター                                     |                                                                                   |               |
| 謎の村雨城                                              | 1986年4月14日  | ファミリーコンピュータ ディスクシステム | プロデューサー、ディレクター                                     |                                                                                   | [ 70 ] [ 71 ] |
| スーパーマリオブラザーズ2                               | 1986年6月3日   | ファミリーコンピュータ ディスクシステム | ディレクター                                                     |                                                                                   |               |
| バレーボール                                            | 1986年7月21日  | ファミリーコンピュータ ディスクシステム | プロデューサー                                                   |                                                                                   |               |
| リンクの冒険                                            | 1987年1月14日  | ファミリーコンピュータ ディスクシステム | プロデューサー                                                   |                                                                                   |               |
| 夢工場ドキドキパニック                                  | 1987年7月10日  | ファミリーコンピュータ ディスクシステム | プロデューサー                                                   |                                                                                   |               |
| ふぁみこんむかし話 新・鬼ヶ島 前編                      | 1987年9月4日   | ファミリーコンピュータ ディスクシステム | 監修                                                             |                                                                                   |               |
| ふぁみこんむかし話 新・鬼ヶ島 後編                      | 1987年9月30日  | ファミリーコンピュータ ディスクシステム | 監修                                                             |                                                                                   |               |
| アイスホッケー                                          | 1988年1月21日  | ファミリーコンピュータ ディスクシステム | プロデューサー                                                   |                                                                                   |               |
| スーパーマリオブラザーズ3                               | 1988年10月23日 | ファミリーコンピュータ                  | ディレクター                                                     |                                                                                   |               |
| MOTHER                                                  | 1989年7月27日  | ファミリーコンピュータ                  | プロデューサー                                                   |                                                                                   |               |
| ふぁみこんむかし話 遊遊記 前編                          | 1989年10月14日 | ファミリーコンピュータ ディスクシステム | プロデューサー                                                   |                                                                                   |               |
| ふぁみこんむかし話 遊遊記 後編                          | 1989年11月14日 | ファミリーコンピュータ ディスクシステム | プロデューサー                                                   |                                                                                   |               |
| F-ZERO                                                  | 1990年11月21日 | スーパーファミコン                      | プロデューサー                                                   |                                                                                   |               |
| スーパーマリオワールド                                  | 1990年11月21日 | スーパーファミコン                      | プロデューサー                                                   |                                                                                   |               |
| パイロットウイングス                                    | 1990年12月21日 | スーパーファミコン                      | プロデューサー                                                   |                                                                                   |               |
| シムシティー                                            | 1991年4月26日  | スーパーファミコン                      |                                                                  |                                                                                   |               |
| ゼルダの伝説 神々のトライフォース                       | 1991年11月21日 | スーパーファミコン                      | プロデューサー                                                   |                                                                                   |               |
| Wave Race                                               | 1992年6月      | ゲームボーイ                            | プロデューサー                                                   | 北米発売                                                                          |               |
| スーパーマリオカート                                    | 1992年8月27日  | スーパーファミコン                      | プロデューサー                                                   |                                                                                   |               |
| スーパーマリオUSA                                       | 1992年9月14日  | ファミリーコンピュータ                  | プロデューサー                                                   |                                                                                   |               |
| スターフォックス                                        | 1993年2月21日  | スーパーファミコン                      | プロデューサー、ゲームデザイン                                   |                                                                                   | [ 72 ]        |
| 星のカービィ 夢の泉の物語                               | 1993年3月23日  | ファミリーコンピュータ                  | プロデューサー                                                   | 岩田聡と共同                                                                      |               |
| ゼルダの伝説 夢をみる島                                 | 1993年6月6日   | ゲームボーイ                            | プロデューサー                                                   |                                                                                   |               |
| スーパーマリオコレクション                              | 1993年7月14日  | スーパーファミコン                      | プロデューサー                                                   |                                                                                   |               |
| ヨッシーのロードハンティング                            | 1993年7月14日  | スーパーファミコン                      | プロデューサー                                                   |                                                                                   |               |
| カービィのピンボール                                    | 1993年11月27日 | ゲームボーイ                            |                                                                  |                                                                                   |               |
| ワイルドトラックス                                      | 1994年6月4日   | スーパーファミコン                      | プロデューサー                                                   |                                                                                   |               |
| ゲームボーイ ドンキーコング                             | 1994年6月14日  | ゲームボーイ                            | プロデューサー                                                   |                                                                                   |               |
| MOTHER2 ギーグの逆襲                                    | 1994年8月27日  | スーパーファミコン                      | スーパーバイザー                                                 |                                                                                   |               |
| カービィボウル                                          | 1994年9月21日  | スーパーファミコン                      | プロデューサー                                                   |                                                                                   |               |
| スターフォックス2                                       | 発売中止       | スーパーファミコン                      | プロデューサー                                                   | 発売中止後ニンテンドークラシックミニ スーパーファミコン等で公開                   |               |
| マリオのピクロス                                        | 1995年3月14日  | ゲームボーイ                            | スーパーバイザー                                                 |                                                                                   |               |
| 星のカービィ2                                           | 1995年3月21日  | ゲームボーイ                            | プロデューサー                                                   | 岩田聡と共同                                                                      |               |
| スーパーマリオ ヨッシーアイランド                       | 1995年8月5日   | スーパーファミコン                      | プロデューサー                                                   |                                                                                   |               |
| マリオのスーパーピクロス                                | 1995年9月14日  | スーパーファミコン                      | スーパーバイザー                                                 |                                                                                   |               |
| カービィのブロックボール                                | 1995年12月14日 | ゲームボーイ                            | プロデューサー                                                   | 横井軍平と共同                                                                    |               |
| ポケットモンスター 赤・緑                               | 1996年2月27日  | ゲームボーイ                            | プロデューサー                                                   |                                                                                   |               |
| スーパーマリオRPG                                       | 1996年3月9日   | スーパーファミコン                      | プロデューサー                                                   |                                                                                   |               |
| 星のカービィ スーパーデラックス                         | 1996年3月21日  | スーパーファミコン                      | プロデューサー                                                   | 岩田聡と共同                                                                      |               |
| スーパーマリオ64                                        | 1996年6月23日  | NINTENDO 64                             | ゲームディレクター、プロデューサー                               |                                                                                   |               |
| パイロットウイングス64                                  | 1996年6月23日  | NINTENDO64                              | プロデューサー                                                   |                                                                                   |               |
| モグラ〜ニャ                                            | 1996年7月21日  | ゲームボーイ                            | プロデューサー                                                   |                                                                                   |               |
| ウェーブレース64                                        | 1996年9月27日  | NINTENDO64                              | プロデューサー                                                   |                                                                                   |               |
| ポケットモンスター 青                                   | 1996年10月15日 | ゲームボーイ                            | プロデューサー                                                   |                                                                                   |               |
| マリオカート64                                          | 1996年12月14日 | NINTENDO64                              | プロデューサー                                                   |                                                                                   |               |
| 糸井重里のバス釣りNo.1                                  | 1997年2月21日  | スーパーファミコン                      | 企画協力                                                         | サテラビュー対応                                                                  |               |
| スターフォックス64                                      | 1997年4月27日  | NINTENDO64                              | プロデューサー                                                   |                                                                                   |               |
| スーパーマリオ64 振動パック対応バージョン               | 1997年7月18日  | NINTENDO64                              | プロデューサー                                                   |                                                                                   |               |
| ウェーブレース64 振動パック対応バージョン               | 1997年7月18日  | NINTENDO64                              | プロデューサー                                                   |                                                                                   |               |
| ヨッシーストーリー                                      | 1997年12月21日 | NINTENDO64                              | スーパーバイザー                                                 |                                                                                   |               |
| テン・エイティ スノーボーディング                       | 1998年2月28日  | NINTENDO64                              | プロデューサー                                                   |                                                                                   |               |
| F-ZERO X                                                | 1998年7月14日  | NINTENDO64                              | プロデューサー                                                   |                                                                                   |               |
| ポケモンスタジアム                                      | 1998年8月1日   | NINTENDO64                              | プロデューサー                                                   |                                                                                   |               |
| ポケットモンスター ピカチュウ                           | 1998年9月12日  | ゲームボーイ                            | プロデューサー                                                   |                                                                                   |               |
| ゼルダの伝説 時のオカリナ                               | 1998年11月21日 | NINTENDO64                              | プロデューサー、スーパーバイザー                                 |                                                                                   |               |
| ゼルダの伝説 夢をみる島DX                               | 1998年12月12日 | ゲームボーイカラー                      | プロデューサー                                                   |                                                                                   |               |
| マリオパーティ                                          | 1998年12月18日 | NINTENDO64                              | スーパーバイザー                                                 |                                                                                   |               |
| ニンテンドウオールスター!大乱闘スマッシュブラザーズ     | 1999年1月21日  | NINTENDO64                              | プロデューサー                                                   | 菅浩秋、岩田聡、三木研次と共同                                                    |               |
| ポケモンスナップ                                        | 1999年3月21日  | NINTENDO64                              | プロデューサー                                                   | 岩田聡と共同                                                                      |               |
| ポケモンスタジアム2                                     | 1999年4月30日  | NINTENDO64                              | プロデューサー                                                   |                                                                                   |               |
| マリオゴルフ64                                          | 1999年6月11日  | NINTENDO64                              | スーパーバイザー                                                 |                                                                                   |               |
| マリオゴルフGB                                          | 1999年8月10日  | ゲームボーイカラー                      | スーパーバイザー                                                 |                                                                                   |               |
| ドンキーコング64                                        | 1999年12月10日 | NINTENDO64                              | プロデューサー                                                   |                                                                                   |               |
| マリオアーティスト ペイントスタジオ                     | 1999年12月11日 | 64DD                                    | スーパーバイザー                                                 |                                                                                   |               |
| マリオパーティ2                                         | 1999年12月17日 | NINTENDO64                              | スーパーバイザー                                                 |                                                                                   |               |
| マリオアーティスト タレントスタジオ                     | 2000年2月23日  | 64DD                                    | スーパーバイザー                                                 |                                                                                   |               |
| スーパーマリオブラザーズDX                              | 2000年3月1日   | ゲームボーイカラー                      | スーパーバイザー                                                 |                                                                                   |               |
| 星のカービィ64                                          | 2000年3月24日  | NINTENDO64                              | スーパーバイザー                                                 |                                                                                   |               |
| 糸井重里のバス釣りNo.1 決定版!                          | 2000年3月31日  | NINTENDO64                              | 企画協力                                                         |                                                                                   |               |
| F-ZERO X エクスパンションキット                         | 2000年4月21日  | 64DD                                    | プロデューサー                                                   |                                                                                   |               |
| ゼルダの伝説 ムジュラの仮面                             | 2000年4月27日  | NINTENDO64                              | プロデューサー、スーパーバイザー                                 |                                                                                   |               |
| エキサイトバイク64                                      | 2000年6月23日  | NINTENDO64                              | アドバイザー                                                     |                                                                                   |               |
| マリオアーティスト コミュニケーションキット             | 2000年6月29日  | 64DD                                    | スーパーバイザー                                                 |                                                                                   |               |
| マリオテニス64                                          | 2000年7月21日  | NINTENDO64                              | スーパーバイザー                                                 |                                                                                   |               |
| マリオストーリー                                        | 2000年8月11日  | NINTENDO64                              | プロデューサー                                                   |                                                                                   |               |
| MOTHER3 豚王の最期                                      | 開発中止       | NINTENDO64                              | プロデューサー                                                   | 岩田聡と共同                                                                      | [ 73 ]        |
| マリオアーティスト ポリゴンスタジオ                     | 2000年8月29日  | 64DD                                    | スーパーバイザー                                                 |                                                                                   |               |
| とっとこハム太郎 ともだち大作戦でちゅ                   | 2000年9月8日   | ゲームボーイカラー                      | プロデューサー                                                   |                                                                                   |               |
| マリオテニスGB                                          | 2000年11月1日  | ゲームボーイカラー                      | スーパーバイザー                                                 |                                                                                   |               |
| マリオパーティ3                                         | 2000年12月7日  | NINTENDO64                              | スーパーバイザー                                                 |                                                                                   |               |
| ポケットモンスター クリスタルバージョン                 | 2000年12月14日 | ゲームボーイカラー                      | プロデューサー                                                   |                                                                                   |               |
| ポケモンスタジアム金銀                                  | 2000年12月14日 | NINTENDO64                              | プロデューサー                                                   |                                                                                   |               |
| ゼルダの伝説 ふしぎの木の実 大地の章/時空の章           | 2001年2月27日  | ゲームボーイカラー                      | ゼネラルプロデューサー                                           |                                                                                   |               |
| スーパーマリオアドバンス                                | 2001年3月21日  | ゲームボーイアドバンス                  | プロデューサー                                                   |                                                                                   |               |
| どうぶつの森                                            | 2001年4月14日  | NINTENDO64                              | スーパーバイザー                                                 |                                                                                   |               |
| とっとこハム太郎2 ハムちゃんず大集合でちゅ              | 2001年4月21日  | ゲームボーイカラー                      | プロデューサー                                                   |                                                                                   |               |
| マリオカートアドバンス                                  | 2001年6月21日  | ゲームボーイアドバンス                  | プロデューサー                                                   |                                                                                   |               |
| ウェーブレース ブルーストーム                           | 2001年9月14日  | ニンテンドー ゲームキューブ             | プロデューサー                                                   | 荒川實と共同                                                                      |               |
| ルイージマンション                                      | 2001年9月14日  | ニンテンドーゲームキューブ              | プロデューサー                                                   |                                                                                   |               |
| ピクミン                                                | 2001年10月26日 | ニンテンドーゲームキューブ              | プロデューサー                                                   |                                                                                   |               |
| 大乱闘スマッシュブラザーズDX                            | 2001年11月21日 | ニンテンドーゲームキューブ              | プロデューサー                                                   | 谷村正仁、菅浩秋、三木研次と共同                                                  |               |
| マジカルバケーション                                    | 2001年12月7日  | ゲームボーイアドバンス                  | プロデューサー                                                   | 亀岡慎一と共同                                                                    |               |
| スーパーマリオアドバンス2                               | 2001年12月14日 | ゲームボーイアドバンス                  | プロデューサー                                                   |                                                                                   |               |
| どうぶつの森+                                           | 2001年12月14日 | ニンテンドーゲームキューブ              | スーパーバイザー                                                 |                                                                                   |               |
| 動物番長                                                | 2002年2月22日  | ニンテンドーゲームキューブ              | プロデューサー                                                   |                                                                                   |               |
| 巨人のドシン                                            | 2002年3月14日  | ニンテンドーゲームキューブ              | プロデューサー                                                   |                                                                                   |               |
| とっとこハム太郎3 ラブラブ大冒険でちゅ                  | 2002年5月31日  | ゲームボーイアドバンス                  | プロデューサー                                                   |                                                                                   |               |
| さくらももこのウキウキカーニバル                        | 2002年7月5日   | ゲームボーイアドバンス                  | プロデューサー                                                   |                                                                                   |               |
| スーパーマリオサンシャイン                              | 2002年7月19日  | ニンテンドーゲームキューブ              | プロデューサー                                                   |                                                                                   |               |
| ミッキーとミニーのマジカルクエスト                      | 2002年8月9日   | ゲームボーイアドバンス                  | プロデューサー                                                   |                                                                                   |               |
| ミッキーマウスの不思議な鏡                              | 2002年8月9日   | ニンテンドーゲームキューブ              | プロデューサー                                                   |                                                                                   |               |
| スターフォックスアドベンチャー                          | 2002年9月27日  | ニンテンドーゲームキューブ              | プロデューサー                                                   | 共同                                                                              |               |
| エターナルダークネス ～招かれた13人～                   | 2002年10月25日 | ニンテンドーゲームキューブ              | プロデューサー                                                   | 共同                                                                              |               |
| マリオパーティ4                                         | 2002年11月8日  | ニンテンドーゲームキューブ              | スーパーバイザー                                                 |                                                                                   |               |
| ゼルダの伝説 風のタクト                                 | 2002年12月13日 | ニンテンドーゲームキューブ              | プロデューサー                                                   |                                                                                   |               |
| Mario Party-e                                           | 2003年2月18日  | ゲームボーイアドバンス                  |                                                                  | 北米発売                                                                          |               |
| メトロイドプライム                                      | 2003年2月28日  | ニンテンドーゲームキューブ              | プロデューサー                                                   |                                                                                   |               |
| ゼルダの伝説 神々のトライフォース&4つの剣               | 2003年3月14日  | ゲームボーイアドバンス                  | ゼネラルプロデューサー                                           |                                                                                   |               |
| ギフトピア                                              | 2003年4月25日  | ニンテンドーゲームキューブ              | プロデューサー                                                   |                                                                                   |               |
| とっとこハム太郎4 にじいろ大行進でちゅ                  | 2003年5月23日  | ゲームボーイアドバンス                  | プロデューサー                                                   |                                                                                   |               |
| ポケモンボックス ルビー&サファイア                      | 2003年5月30日  | ニンテンドーゲームキューブ              | プロデューサー                                                   |                                                                                   |               |
| どうぶつの森e+                                          | 2003年6月27日  | ニンテンドーゲームキューブ              |                                                                  |                                                                                   |               |
| カービィのエアライド                                    | 2003年7月11日  | ニンテンドーゲームキューブ              | プロデューサー                                                   |                                                                                   |               |
| スーパーマリオアドバンス4                               | 2003年7月11日  | ゲームボーイアドバンス                  |                                                                  |                                                                                   |               |
| ポケモンチャンネル ～ピカチュウといっしょ!～            | 2003年7月18日  | ニンテンドーゲームキューブ              | ゼネラルプロデューサー                                           |                                                                                   |               |
| F-ZERO GX                                               | 2003年7月25日  | ニンテンドーゲームキューブ              | プロデューサー                                                   | 名越稔洋と共同                                                                    |               |
| マリオゴルフ ファミリーツアー                           | 2003年9月5日   | ニンテンドーゲームキューブ              | キャラクターデザイン、スーパーバイザー                           |                                                                                   |               |
| マリオカート ダブルダッシュ!!                           | 2003年11月7日  | ニンテンドーゲームキューブ              | プロデューサー                                                   |                                                                                   |               |
| マリオパーティ5                                         | 2003年11月28日 | ニンテンドーゲームキューブ              | キャラクターデザイン、スーパーバイザー                           |                                                                                   |               |
| ポケモンコロシアム                                      | 2003年11月21日 | ニンテンドーゲームキューブ              | プロデューサー                                                   | 野本岳志と共同                                                                    |               |
| マリオ&ルイージRPG                                      | 2003年11月21日 | ゲームボーイアドバンス                  | プロデューサー                                                   |                                                                                   |               |
| スーパードンキーコング                                  | 2003年12月12日 | ゲームボーイアドバンス                  | プロデューサー                                                   |                                                                                   |               |
| ドンキーコンガ                                          | 2003年12月12日 | ニンテンドーゲームキューブ              | スーパーバイザー                                                 |                                                                                   |               |
| テン・エイティ シルバーストーム                         | 2004年1月22日  | ニンテンドーゲームキューブ              | プロデューサー                                                   |                                                                                   |               |
| カスタムロボ バトルレボリューション                     | 2004年3月4日   | ニンテンドーゲームキューブ              | プロデューサー                                                   |                                                                                   |               |
| メタルギアソリッド ザ・ツインスネークス                 | 2004年3月11日  | ニンテンドーゲームキューブ              | スペシャルサンクス                                               |                                                                                   |               |
| ゼルダの伝説 4つの剣+                                   | 2004年3月18日  | ニンテンドーゲームキューブ              | プロデューサー                                                   |                                                                                   |               |
| 星のカービィ 鏡の大迷宮                                 | 2004年4月15日  | ゲームボーイアドバンス                  | プロデューサー                                                   | 足立靖と共同                                                                      |               |
| マリオゴルフ GBAツアー                                  | 2004年4月22日  | ゲームボーイアドバンス                  | キャラクターデザイン                                             |                                                                                   |               |
| ピクミン2                                               | 2004年4月29日  | ニンテンドーゲームキューブ              | プロデューサー                                                   |                                                                                   |               |
| マリオvs.ドンキーコング                                 | 2004年6月10日  | ゲームボーイアドバンス                  | プロデューサー                                                   | 山城重喜と共同                                                                    |               |
| スーパードンキーコング2                                 | 2004年7月1日   | ゲームボーイアドバンス                  | プロデューサー                                                   |                                                                                   |               |
| ペーパーマリオRPG                                       | 2004年7月22日  | ニンテンドーゲームキューブ              | プロデューサー                                                   |                                                                                   |               |
| スーパーマリオボール                                    | 2004年8月26日  | ゲームボーイアドバンス                  | プロデューサー                                                   |                                                                                   |               |
| マリオテニスGC                                          | 2004年10月28日 | ニンテンドーゲームキューブ              | キャラクターデザイン、スーパーバイザー                           |                                                                                   |               |
| ゼルダの伝説 ふしぎのぼうし                             | 2004年11月4日  | ゲームボーイアドバンス                  | ゼネラルプロデューサー                                           |                                                                                   |               |
| マリオパーティ6                                         | 2004年11月18日 | ニンテンドーゲームキューブ              | キャラクターデザイン、スーパーバイザー                           |                                                                                   |               |
| スーパーマリオ64DS                                      | 2004年12月2日  | ニンテンドーDS                          | プロデューサー、スーパーバイジングディレクター                   |                                                                                   |               |
| ピクトチャット                                          | 2004年12月2日  | ニンテンドーDS                          | プロデューサー                                                   | 本体内蔵                                                                          |               |
| ドンキーコングジャングルビート                          | 2004年12月16日 | ニンテンドーゲームキューブ              | ゼネラルプロデューサー                                           |                                                                                   |               |
| マリオパーティ アドバンス                               | 2005年1月14日  | ゲームボーイアドバンス                  | キャラクターデザイン、スーパーバイザー                           |                                                                                   |               |
| キャッチ!タッチ!ヨッシー!                               | 2005年1月27日  | ニンテンドーDS                          |                                                                  |                                                                                   |               |
| スターフォックス アサルト                               | 2005年2月24日  | ニンテンドーゲームキューブ              | プロデューサー                                                   |                                                                                   |               |
| エレクトロプランクトン                                  | 2005年4月7日   | ニンテンドーDS                          | プロデューサー                                                   | 岩井俊雄作品                                                                      |               |
| nintendogs                                              | 2005年4月21日  | ニンテンドーDS                          | ゼネラルプロデューサー                                           |                                                                                   |               |
| ぶらぶらドンキー                                        | 2005年5月19日  | ゲームボーイアドバンス                  | スーパーバイザー                                                 |                                                                                   |               |
| ちびロボ!                                               | 2005年6月23日  | ニンテンドーゲームキューブ              | シニアプロデューサー                                             |                                                                                   |               |
| スーパーマリオスタジアム ミラクルベースボール           | 2005年7月21日  | ニンテンドーゲームキューブ              |                                                                  |                                                                                   |               |
| マリオテニスアドバンス                                  | 2005年9月13日  | ゲームボーイアドバンス                  | キャラクターデザイン、スーパーバイザー                           |                                                                                   |               |
| Geist                                                   | 2005年8月15日  | ニンテンドーゲームキューブ              | シニアプロデューサー                                             | 北米発売                                                                          |               |
| マリオパーティ7                                         | 2005年11月10日 | ニンテンドーゲームキューブ              | スーパーバイザー                                                 |                                                                                   |               |
| スーパードンキーコング3                                 | 2005年12月1日  | ゲームボーイアドバンス                  |                                                                  |                                                                                   |               |
| マリオカートDS                                          | 2005年12月8日  | ニンテンドーDS                          | ゼネラルプロデューサー                                           |                                                                                   |               |
| マリオ&ルイージRPG2                                     | 2005年12月29日 | ニンテンドーDS                          | プロデューサー                                                   |                                                                                   |               |
| スーパーマリオストライカーズ                            | 2006年1月19日  | ニンテンドーゲームキューブ              | スーパーバイザー                                                 |                                                                                   |               |
| 大玉                                                    | 2006年4月13日  | ニンテンドーゲームキューブ              | 協力                                                             |                                                                                   |               |
| MOTHER3                                                 | 2006年4月20日  | ゲームボーイアドバンス                  | プロデューサー                                                   |                                                                                   |               |
| New スーパーマリオブラザーズ                            | 2006年5月25日  | ニンテンドーDS                          | スーパーバイザー                                                 |                                                                                   |               |
| スターフォックス コマンド                               | 2006年8月3日   | ニンテンドーDS                          | ゼネラルプロデューサー                                           |                                                                                   |               |
| Wii Sports                                              | 2006年12月2日  | Wii                                     | ゼネラルプロデューサー                                           |                                                                                   |               |
| ゼルダの伝説 トワイライトプリンセス                     | 2006年12月2日  | ニンテンドーゲームキューブ及びWii       | プロデューサー                                                   |                                                                                   |               |
| 似顔絵チャンネル                                        | 2006年12月2日  | Wii                                     |                                                                  | 本体内蔵                                                                          |               |
| はじめてのWii                                           | 2006年12月2日  | Wii                                     | ゼネラルプロデューサー                                           |                                                                                   |               |
| スーパーペーパーマリオ                                  | 2007年4月19日  | Wii                                     | スーパーバイザー                                                 |                                                                                   |               |
| ゼルダの伝説 夢幻の砂時計                               | 2007年6月17日  | ニンテンドーDS                          | ゼネラルプロデューサー                                           |                                                                                   |               |
| マリオパーティ8                                         | 2007年7月26日  | Wii                                     | スーパーバイザー                                                 |                                                                                   |               |
| スーパーマリオギャラクシー                              | 2007年11月1日  | Wii                                     | ゲームデザインコンセプト、プロデューサー                         |                                                                                   |               |
| マリオ&ソニック AT 北京オリンピック                     | 2007年11月22日 | Wii                                     | シニアプロデューサー                                             |                                                                                   |               |
| Wii Fit                                                 | 2007年12月1日  | Wii                                     | ゼネラルプロデューサー                                           |                                                                                   |               |
| マリオ&ソニック AT 北京オリンピック                     | 2008年1月17日  | ニンテンドーDS                          | シニアプロデューサー                                             |                                                                                   |               |
| 大乱闘スマッシュブラザーズX                             | 2008年1月31日  | Wii                                     | シニアスーパーバイザー                                           | 谷村正仁、田尻智、田中宏和、石原恒和、糸井重里 / エイプ、成広通と共同             | [ 74 ]        |
| マリオカートWii                                         | 2008年4月10日  | Wii                                     | ゼネラルプロデューサー                                           |                                                                                   |               |
| リンクのボウガントレーニング                            | 2008年5月1日   | Wii                                     | ゼネラルプロデューサー                                           |                                                                                   |               |
| Wii Music                                               | 2008年10月16日 | Wii                                     | ゼネラルプロデューサー                                           |                                                                                   |               |
| マリオ&ルイージRPG3!!!                                  | 2009年2月11日  | ニンテンドーDS                          | シニアプロデューサー                                             |                                                                                   |               |
| Wii Sports Resort                                       | 2009年6月25日  | Wii                                     | ゼネラルプロデューサー                                           |                                                                                   |               |
| パンチアウト!!                                          | 2009年7月23日  | Wii                                     | スーパーバイザー                                                 |                                                                                   |               |
| Wii Fit Plus                                            | 2009年10月1日  | Wii                                     | ゼネラルプロデューサー                                           |                                                                                   |               |
| マリオ&ソニック AT バンクーバーオリンピック             | 2009年11月5日  | Wii                                     | シニアプロデューサー                                             |                                                                                   |               |
| マリオ&ソニック AT バンクーバーオリンピック             | 2009年11月19日 | ニンテンドーDS                          | シニアプロデューサー                                             |                                                                                   |               |
| New スーパーマリオブラザーズWii                         | 2009年12月3日  | Wii                                     | ゼネラルプロデューサー                                           |                                                                                   |               |
| 戦国無双3                                               | 2009年12月3日  | Wii                                     | スーパーバイザー※村雨城モードのみ                                |                                                                                   |               |
| ゼルダの伝説 大地の汽笛                                 | 2009年12月23日 | ニンテンドーDS                          | ゼネラルプロデューサー                                           |                                                                                   |               |
| スーパーマリオギャラクシー2                             | 2010年5月27日  | Wii                                     | 製作総指揮                                                       |                                                                                   |               |
| MARIO SPORTS MIX                                        | 2010年11月25日 | Wii                                     | スーパーバイザー                                                 |                                                                                   |               |
| ドンキーコング リターンズ                               | 2010年12月9日  | Wii                                     | スーパーバイザー                                                 |                                                                                   |               |
| nintendogs + cats                                       | 2011年2月26日  | ニンテンドー3DS                         | ゼネラルプロデューサー                                           |                                                                                   |               |
| スティールダイバー                                      | 2011年5月12日  | ニンテンドー3DS                         | ゼネラルプロデューサー                                           |                                                                                   |               |
| ゼルダの伝説 時のオカリナ 3D                            | 2011年6月16日  | ニンテンドー3DS                         | ゼネラルプロデューサー                                           |                                                                                   |               |
| スターフォックス64 3D                                   | 2011年7月14日  | ニンテンドー3DS                         | ゼネラルプロデューサー                                           |                                                                                   |               |
| スーパーマリオ 3Dランド                                 | 2011年11月3日  | ニンテンドー3DS                         | ゼネラルプロデューサー                                           |                                                                                   |               |
| ゼルダの伝説 スカイウォードソード                       | 2011年11月23日 | Wii                                     | ゼネラルプロデューサー                                           |                                                                                   |               |
| マリオカート7                                           | 2011年12月1日  | ニンテンドー3DS                         | ゼネラルプロデューサー                                           |                                                                                   |               |
| マリオ&ソニック AT ロンドンオリンピック                 | 2011年12月8日  | Wii                                     | シニアプロデューサー                                             |                                                                                   |               |
| マリオ&ソニック AT ロンドンオリンピック                 | 2012年3月1日   | ニンテンドー3DS                         | シニアプロデューサー                                             |                                                                                   |               |
| ニンテンドー3DSガイド ルーヴル美術館                    | 2012年4月11日  | ニンテンドー3DS                         | ゼネラルプロデューサー                                           |                                                                                   | [ 75 ]        |
| マリオパーティ9                                         | 2012年4月26日  | Wii                                     | スーパーバイザー                                                 |                                                                                   |               |
| マリオテニス オープン                                   | 2012年5月24日  | ニンテンドー3DS                         | スーパーバイザー                                                 |                                                                                   |               |
| New スーパーマリオブラザーズ 2                          | 2012年7月28日  | ニンテンドー3DS                         | ゼネラルプロデューサー                                           |                                                                                   |               |
| ペーパーマリオ スーパーシール                           | 2012年12月6日  | ニンテンドー3DS                         | スーパーバイザー                                                 |                                                                                   |               |
| New スーパーマリオブラザーズ U                          | 2012年12月8日  | Wii U                                   | ゼネラルプロデューサー                                           |                                                                                   |               |
| Nintendo Land                                           | 2012年12月8日  | Wii U                                   | ゼネラルプロデューサー                                           |                                                                                   |               |
| ルイージマンション2                                     | 2013年3月20日  | ニンテンドー3DS                         | プロデューサー                                                   |                                                                                   |               |
| New スーパールイージ U                                  | 2013年6月19日  | Wii U                                   | ゼネラルプロデューサー                                           |                                                                                   |               |
| ピクミン3                                               | 2013年7月13日  | Wii U                                   | ゼネラルプロデューサー                                           |                                                                                   |               |
| マリオ&ルイージRPG4 ドリームアドベンチャー              | 2013年7月28日  | ニンテンドー3DS                         | スーパーバイザー                                                 |                                                                                   |               |
| ゼルダの伝説 風のタクト HD                              | 2013年9月26日  | Wii U                                   | ゼネラルプロデューサー                                           |                                                                                   |               |
| スーパーマリオ 3Dワールド                               | 2013年11月21日 | Wii U                                   | ゼネラルプロデューサー                                           |                                                                                   |               |
| ゼルダの伝説 神々のトライフォース2                      | 2013年12月26日 | ニンテンドー3DS                         | ゼネラルプロデューサー                                           |                                                                                   |               |
| ドンキーコング トロピカルフリーズ                       | 2014年2月13日  | Wii U                                   | スーパーバイザー                                                 |                                                                                   |               |
| マリオカート8                                           | 2014年5月29日  | Wii U                                   | ゼネラルプロデューサー                                           |                                                                                   |               |
| 大乱闘スマッシュブラザーズ for Nintendo 3DS             | 2014年9月13日  | ニンテンドー3DS                         | シニアスーパーバイザー                                           | 谷村正仁、田尻智、田中宏和、石原恒和、糸井重里 / エイプ、中村俊之、高橋哲哉と共同 |               |
| 進め! キノピオ隊長                                      | 2014年11月13日 | Wii U                                   | ゼネラルプロデューサー                                           |                                                                                   |               |
| 大乱闘スマッシュブラザーズ for Wii U                    | 2014年12月6日  | Wii U                                   | シニアスーパーバイザー                                           | 谷村正仁、田尻智、田中宏和、石原恒和、糸井重里 / エイプ、中村俊之、高橋哲哉と共同 |               |
| ゼルダの伝説 ムジュラの仮面 3D                          | 2015年2月14日  | ニンテンドー3DS                         | ゼネラルプロデューサー                                           |                                                                                   |               |
| パズル&ドラゴンズ スーパーマリオブラザーズ エディション | 2015年4月22日  | ニンテンドー3DS                         | スーパーバイザー                                                 |                                                                                   |               |
| スプラトゥーン                                          | 2015年5月28日  | Wii U                                   | ゼネラルプロデューサー                                           | 江口勝也と共同                                                                    |               |
| スーパーマリオメーカー                                  | 2015年9月10日  | Wii U                                   | ゼネラルプロデューサー                                           |                                                                                   |               |
| ゼルダの伝説 トライフォース3銃士                        | 2015年10月22日 | ニンテンドー3DS                         | ゼネラルプロデューサー                                           |                                                                                   |               |
| マリオ&ルイージRPG ペーパーマリオMIX                    | 2015年12月3日  | ニンテンドー3DS                         | スーパーバイザー                                                 | 手塚卓志、田邊賢輔と共同                                                          |               |
| マリオテニス ウルトラスマッシュ                         | 2016年1月28日  | Wii U                                   | スーパーバイザー                                                 |                                                                                   |               |
| マリオ&ソニック AT リオオリンピック                     | 2016年2月18日  | ニンテンドー3DS                         | シニアプロデューサー                                             |                                                                                   |               |
| ゼルダの伝説 トワイライトプリンセス HD                  | 2016年3月10日  | Wii U                                   | ゼネラルプロデューサー                                           |                                                                                   |               |
| スターフォックス ゼロ                                   | 2016年4月21日  | Wii U                                   | プロデューサー、スーパーバイジングディレクター                   |                                                                                   | [ 76 ]        |
| マリオ&ソニック AT リオオリンピック                     | 2016年6月23日  | Wii U                                   | シニアプロデューサー                                             |                                                                                   |               |
| ペーパーマリオ カラースプラッシュ                       | 2016年10月13日 | Wii U                                   | スーパーバイザー                                                 | 手塚卓志と共同                                                                    |               |
| ゼルダの伝説 ブレス オブ ザ ワイルド                    | 2017年3月3日   | Wii U及びNintendo Switch                | ゼネラルプロデューサー                                           | 高橋伸也と共同                                                                    |               |
| マリオカート8 デラックス                                | 2017年4月28日  | Nintendo Switch                         | ゼネラルプロデューサー                                           | 高橋伸也と共同                                                                    |               |
| ARMS                                                    | 2017年6月16日  | Nintendo Switch                         | ゼネラルプロデューサー                                           | 江口勝也、高橋伸也と共同                                                          |               |
| スーパーマリオ オデッセイ                               | 2017年10月27日 | Nintendo Switch                         | エグゼクティブプロデューサー                                     | 君島達己と共同                                                                    |               |
| スターリンク バトル・フォー・アトラス                   | 2019年4月25日  | Nintendo Switch                         | スーパーバイザー                                                 |                                                                                   |               |
| ゼルダの伝説 ティアーズ オブ ザ キングダム              | 2023年5月12日  | Nintendo Switch                         | ゼネラルプロデューサー                                           | 高橋伸也と共同                                                                    |               |
| ピクミン4                                               | 2023年7月21日  | Nintendo Switch                         | ゼネラルプロデューサー                                           | 高橋伸也と共同                                                                    |               |
| F-ZERO 99                                               | 2023年9月15日  | Nintendo Switch                         | スーパーバイザー                                                 |                                                                                   |               |
| プリンセスピーチ Showtime!                              | 2024年3月22日  | Nintendo Switch                         | シニアスーパーバイザー                                           | 手塚卓志と共同                                                                    |               |

## 主な受賞歴

### 個人賞
- 1990年 - 日本文化デザインフォーラム主催「日本文化デザイン賞」受賞[77]
- 1993年 - 日本ソフトウェア大賞実行委員会主催 日本ソフトウェア大賞'92「MVP」受賞（創設第1回目受賞）
- 1996年 - 朝日新聞社主催 朝日デジタル・エンターテインメント大賞「ホーム部門個人賞」受賞
- 1997年 - AMD Award'96「Best Producer/Director賞」受賞[78]
- 1997年 - 日本ソフトウェア大賞実行委員会主催 第5回日本ソフトウェア大賞「MVP」受賞
- 1998年 - （アメリカ） Academy of Interactive Arts & Sciences主催 Interactive Achievement Awards「THE HALL OF FAME AWARD」受賞（創設第1回目受賞）[79]
- 1998年 - 第13回マルチメディアグランプリ1998 MMCA会長賞受賞
- 2003年 - （イギリス） Golden Joystick Awards 2003「Hall of Fame Industry Personality of the Year Award」受賞
- 2004年 - 石川県金沢市主催「eAT'04 KANAZAWA名人賞」受賞[80]
- 2005年 - （アメリカ） Game Developers Conference 2005「Walk of Game」「Livetime Achievement」受賞（創設第1回目受賞）
- 2006年 - フランス政府・文化通信省 芸術文化勲章「シュバリエ章」受章[81]
- 2007年 - 第12回AMD Award「功労賞」受賞[82]
- 2007年 - （アメリカ）The 7th GDC「Lifetime Achievement Award（生涯功労賞）」受賞（IDGAメンバー選出）
- 2007年 - 金沢美術工芸大学 栄誉賞受賞（創設第1回目受賞）[7]
- 2008年 - CEDEC AWARDS 2008「特別賞」受賞（創設第1回目受賞）[83]
- 2008年 - （アメリカ）Entertainment Software Association主催 チャリティイベント「Nite to Unite for Kids」2009ESAチャンピオンアワード受賞[84]
- 2008年 - 社団法人コンピュータエンターテインメント協会（CESA）日本ゲーム大賞2008 「経済産業大臣賞」受賞（創設第1回目受賞）[85]
- 2009年 - ジム・ヘンソン社 「The Jim Henson Celebration Honor」賞受賞[86]
- 2009年 - （カナダ） 第3回ELANアワード「VIDEO GAME HALL of FAME（生涯功労賞）」受賞
- 2009年 - DIGITAL CONTENT EXPO 2009 ASIAGRAPH 2009 in Tokyo 第3回 ASIAGRAPH Award 「創（つむぎ）賞」受賞[87]
- 2009年 - 第13回文化庁メディア芸術祭功労賞受賞[88]
- 2010年 - 英国映画テレビ芸術アカデミー（BAFTA）「フェローシップ賞」受賞（ゲーム業界史上3人目、アジア圏初）[89]
- 2011年 - 平成22年度（第61回）芸術選奨文部科学大臣賞（メディア芸術部門）受賞[90]
- 2012年 - アストゥリアス皇太子賞 （スペイン皇太子賞）「コミュニケーションおよびヒューマニズム部門」受賞（ゲーム業界史上1人目）[91]
- 2019年 - 文化功労者[92][15]

### その他の賞

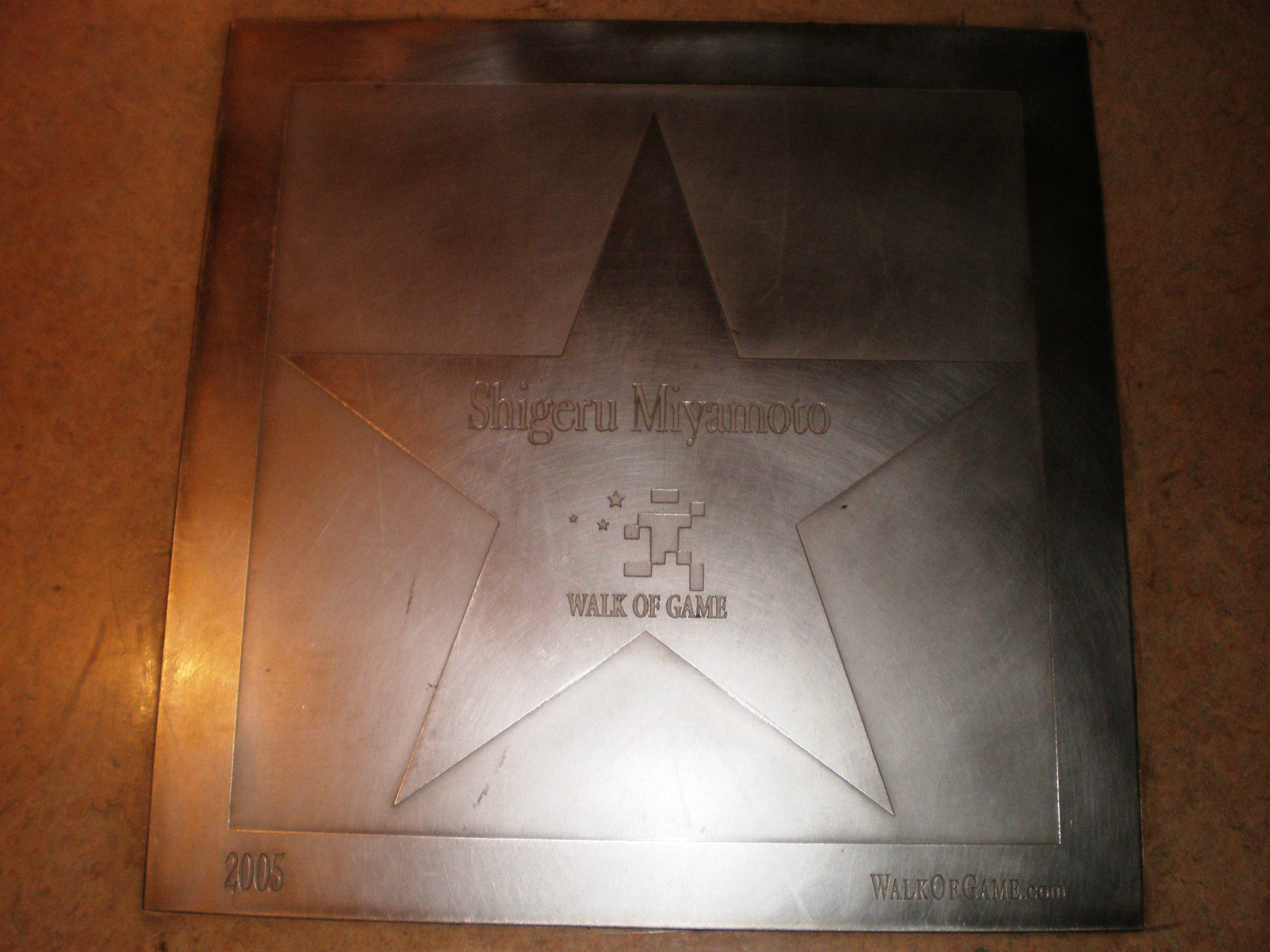
Walk of Gameに設置された宮本のパネル

- 2005年3月 - ハリウッドの「Hollywood Walk of Fame」（ハリウッド名声の歩道）にならってサンフランシスコ・メトレオンに作られた「Walk of Game」（ゲームの歩道）において、ノーラン・ブッシュネルと宮本の名が、星印の中に刻まれた[93]。
- 2006年11月13日 - 『TIME』誌アジア版（Vol. 168, No. 20）にて、黒澤明、宮崎駿、小澤征爾、盛田昭夫、井深大 、安藤百福、森英恵、三宅一生、川久保玲、王貞治と共に「60年以内のアジアの英雄」に最年少で選ばれた。
- 2007年5月4日 - 『TIME』誌アメリカ版にて、「TIME 100（世界で最も影響力がある100人）」にトヨタ自動車の渡辺捷昭社長と共に選ばれた[94]。
- 2007年 - 米国の経済誌『Business 2.0（英語版）』による、最も影響力がある経営者らを選出する「気になる人物ベスト50」において、20位で選出された（日本人からは2名選出で、もう1人はトヨタ自動車の渡辺捷昭社長（10位）。選考理由は「ゲーム産業に新たな息吹を吹き込んだ」との評価から。
- 2007年 - イギリスの経済誌『The Economist』から“ゲーム業界に多大な貢献をした”ことを理由に表彰され、その授与式がロンドンの科学博物館で行われた。受賞理由として「宮本氏を抜きにしては現代のゲーム業界を語ることはできない」からとコメントされている[95][96]。
- 2008年 - 「Your Time 100」（『TIME』誌の読者が選ぶ「影響力がある100人」）においてトップとなった[注 3]。最終獲得票数は197万4651票に及んだ（ゲーム産業界から他にリスト入りしたのはマイクロソフトのビル・ゲイツと、マイクロソフトの最高経営責任者（CEO）スティーブ・バルマー）[注 4]。

## 宮本茂に関する書籍
- 雑誌 『ユリイカ』2006年6月号、青土社 特集＝任天堂/Nintendo「宮本茂をめぐって コンピュータ・ゲームにおける作者の成立」井上明人
- ジェニファー・デウィンター『ゲームクリエイター 宮本茂』（DU BOOKS、2025年07月）